# Stanisław Markowski (pułkownik)
Stanisław Markowski (ur. 11 października 1928, zm. 14 lutego 2015 w Legionowie) – polski oficer Wojsk Łączności, inżynier,  pułkownik ludowego Wojska Polskiego, dowódca 2 Brygady Łączności.

## Wykształcenie
- 1949 – Liceum Elektryczne
- 1950 – Szkolna Kompania Oficerów Rezerwy w Zegrzu
- 1960 – Fakultet Łączności Wojskowej Akademii Technicznej w Warszawie
- kurs operacyjny w Akademii Sztabu Generalnego WP

## Przebieg służby
- 1949–1950 – służba i nauka w 20 szkolnej kompanii oficerów rezerwy łączności w Zegrzu
- 1950–1951 – dowódca 1 plutonu 1 kompanii podchorążych Oficerskiej Szkoły Łączności Radiowej w Zegrzu
- 1952–1955 – dowódca plutonu szkoły podoficerskiej 41 pułku artylerii haubic 16 Dywizji Pancernej w                        Gdańsku
- 1955–1960 – słuchacz Fakultetu Łączności Wojskowej Akademii Technicznej
- 1960-1966 – pomocnik i starszy pomocnik szefa Wydziału Przewodowo-Radioliniowego w Szefostwie Wojsk Łączności MON
- 1966–1967 – dowódca batalionu w 15 pułku radioliniowo-kablowym w Sieradzu
- 1967–1971 – szef Wydziału Przewodowo-Radioliniowego Szefostwa Wojsk Łączności MON
- 1971–1976 – dowódca 1 Pułku Łączności w Wałczu
- 1976–1978 – dowódca 2 Brygady Łączności w Wałczu
- 1978–1979 – w dyspozycji dowódcy Pomorskiego Okręgu Wojskowego
- 1979–1981 – główny specjalista Szefostwa Wojsk Łączności MON
- 1981–1990 – szef Zespołu Rodzajów Wojsk w Inspekcji Sił Zbrojnych
- 15 stycznia 1990 zakończył zawodową służbę wojskową i przeszedł na emeryturę

Twórca Muzeum Wojsk Łączności, współorganizator i wieloletni prezes Światowego Związku Polskich Żołnierzy Łączności, autor kilku opracowań z historii wojsk łączności.
Według materiałów zgromadzonych w archiwum Instytutu Pamięci Narodowej był w latach 1950–1955 tajnym współpracownikiem (rezydentem) stalinowskiej Informacji Wojskowej o pseudonimie „Szostakiewicz”.

## Awanse
- 1950 – chorąży
- 1951 – podporucznik
- 1953 – porucznik
- 1956 – kapitan
- 1962 – major
- 1967 – podpułkownik
- 1974 – pułkownik

## Odznaczenia
- Krzyż Kawalerski Orderu Odrodzenia Polski
- Złoty Krzyż Zasług
- Złoty Medal „Siły Zbrojne w Służbie Ojczyzny”
- Srebrny Medal „Siły Zbrojne w Służbie Ojczyzny”
- Brązowy Medal „Siły Zbrojne w Służbie Ojczyzny”
- Złoty Medal „Za Zasługi dla Obronności Kraju”
- Srebrny Medal „Za Zasługi dla Obronności Kraju”
- Brązowy Medal „Za Zasługi dla Obronności Kraju”
- inne odznaczenia i wyróżnienia

## Źródła
- Biogramy dowódców 1 pułku i 2 brygady łączności
- Księga Sieradzkich Żołnierzy Łączności, Wyd. Światowy Związek Polskich Żołnierzy Łączności, Oddział w Sieradzu oraz Stowarzyszenie Przyjaciół 15. Sieradzkiej Brygady Wsparcia Dowodzenia, str. 84